# マルティヌス・ベイエリンク

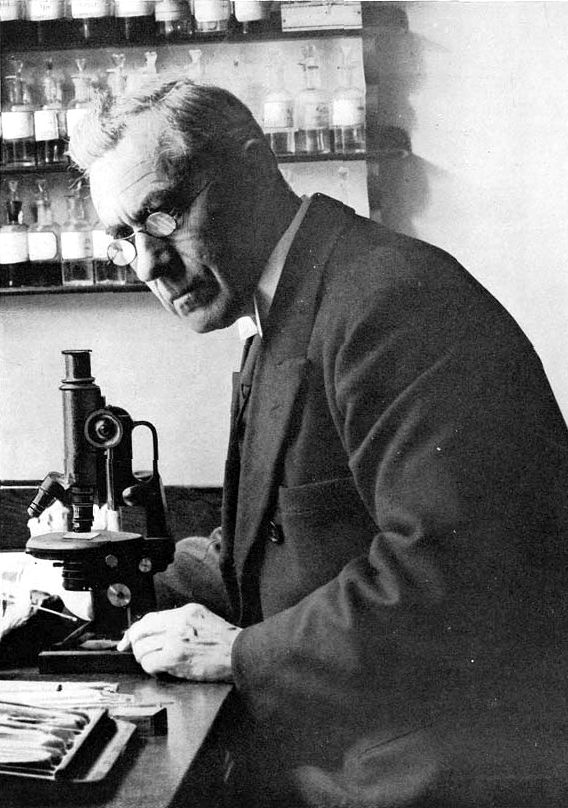
マルティヌス・ベイエリンク

マルティヌス・ウィレム・ベイエリンク（Martinus Willem Beijerinck、1851年3月16日 - 1931年1月1日）は、オランダの微生物学者、植物学者。アムステルダム生まれ。デルフト工科大学で微生物学の初代教授を務めた。ウイルス学の創始者の一人として有名。

## 業績
タバコモザイク病の研究をし、タバコモザイク病や口蹄疫の病原体が細菌濾過器を通過することが、ドミトリー・イワノフスキーやフリードリヒ・レフラーによって示されていたが、レフラーらがこの病原体を微小な細菌と考えていたのに対し、ベイエリンクは未知の溶液状の物体であると考え、その溶液中の分子が感染し増殖する、と考えた。この病原体はその後ウイルスと呼ばれるようになり、1935年にウェンデル・スタンリーが、タバコモザイクウイルスの結晶化に成功したことにより、ベイエリンクの主張が正しいことが示された。なお、この業績により、ベイエリンクは1905年にレーウェンフック・メダルを受賞している。
また、生物学的窒素固定を発見したことでも知られる。